# Low-noise block

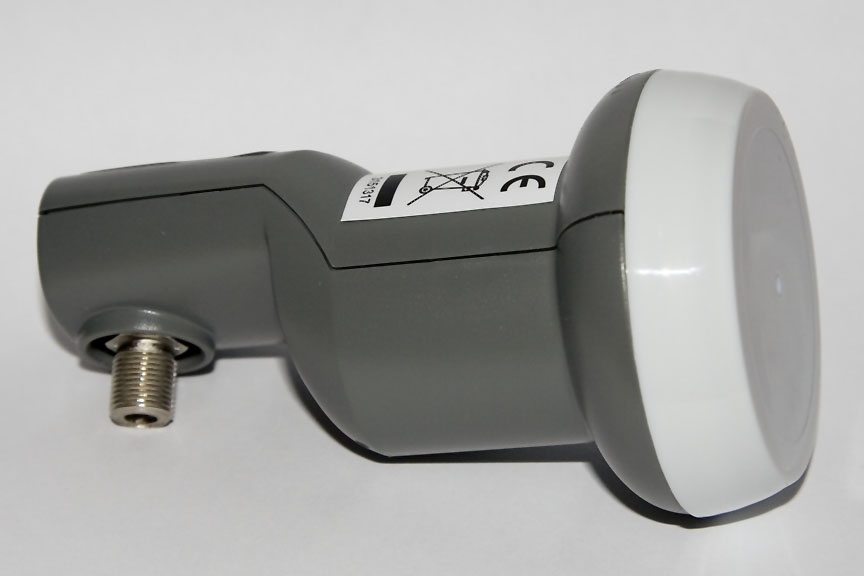
Low Noise Block

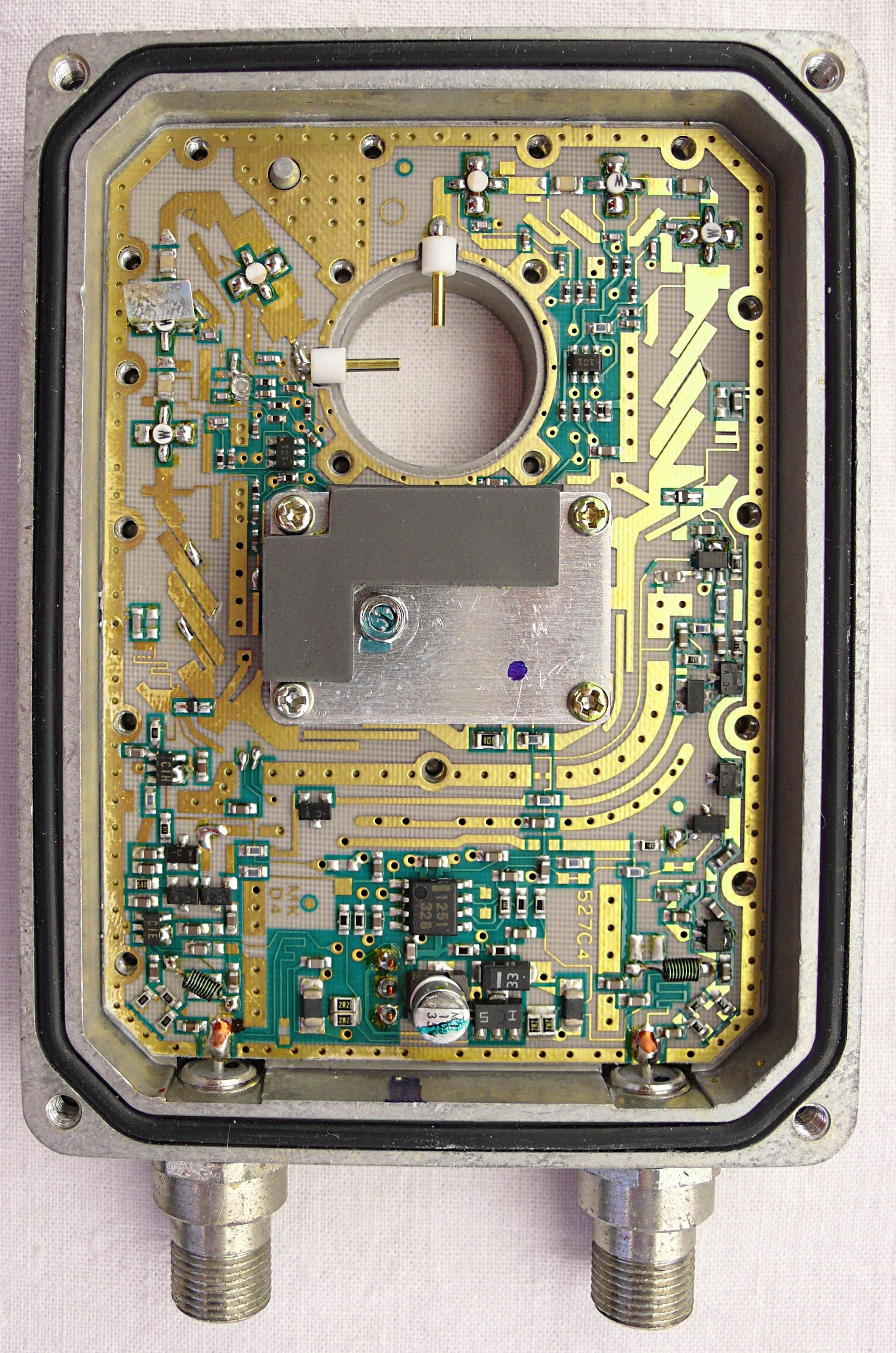
Low Noise Block

Een low-noise block (LNB) ook wel low-noise converter (LNC) genoemd of in de volksmond 'ontvangstkop' of gewoon 'kop', is een elektronisch apparaat voor een schotelantenne dat een gehele frequentieband of frequentieblok omzet naar een lagere frequentieband.
Een LNB vangt de signalen op die door de schotelantenne worden gebundeld en weerkaatst. Het is mogelijk om meerdere LNB's te bevestigen aan één schotelantenne, waardoor meerdere satellieten kunnen worden ontvangen met één en dezelfde schotel. Met behulp van DiSEqC kan een satellietontvanger dan bepalen welke LNB gebruikt dient te worden. Een monoblock, draaibare installatie of een multi-focus schotel zijn mogelijkheden voor ontvangst van meerdere satellieten.
LNA is de afkorting voor low-noise amplifier (ruisarme versterker). Deze kan deel uitmaken van een LNB/LNC of als zelfstandige unit zijn ingezet. De meeste van deze apparaten zijn ontstaan uit ontwikkelingen voor satellietvolgsystemen en radiotelescopen.